# K-mix おひるま協同組合
K-mix おひるま協同組合（ケイミックス おひるまきょうどうくみあい）は、2013年4月2日より静岡エフエム放送（K-mix）にて放送していたラジオ番組である。

## 概要
- 2013年春の大改編により、『K-MIX CARAMEL POCKET』の後半部分と『K-MIX 2ストライク1ボール』の前半部分の番組枠を統合し、3時間半の生ワイド番組として番組開始。
- 日替わりの話題を設定、リスナーからのメッセージを随時紹介しながら、井戸端会議する。
- 番組テーマ曲は、夕暮レトロニカ[2]が担当。
- 「日替わり！番組プレゼント」を実施。メッセージを寄せたリスナー1名にプレゼント。
- 一部コーナーはK-MIX 2ストライク1ボールより引き継ぐ。
- 2019年3月20日の放送内で、3月28日をもって番組を終了することが発表された。[3]

## 出演者
パーソナリティ
- 熊谷もえ
- 日下純 - 2013年3月まで、生ワイド番組「K-MIX Brand-new Junction」を担当。

コーナー出演
- 小杉涼花
- 廣木弓子

過去の出演者
- 南真世
- 宮野寛子
- 佐藤正治
- 武良静枝

## タイムテーブル
2018年11月現在。時間は前後する。
- 11:30 - オープニング
- 11:35 - 曲、トーク
- 11:43 - MEGA PUSH TRACK（POPS）
- 11:48 - メッセージ、トーク、リクエスト
- 12:00 - K-mix Traffic & Weather Information
- 12:04 - K-mix HEADLINE NEWS
- 12:10 - 曲
- 12:20 - 
  - （月）
  - （火 - 木）うご★ラジ - 小杉涼花（火・木）、廣木弓子（水）
- 12:30 - ゲストコーナー
- 12:50 -
- 12:54 - 快適生活ラジオショッピング
- 13:00 - K-mix Traffic & Weather Information
- 13:03 - ひる協HEADLINE NEWS
- 13:08 -
- 13:22 - リクエスト、メッセージ
- 13:31 - MEGA PUSH TRACK（J-POP）
- 13:37 - 
  - （月）はままつ健康フォーラム HEAL TH IS WEALTH
  - （火）濵松たんと presents 貴族の晩餐
  - （水）災害にそなえる組合
  - （木）イズモ葬祭 presents 終活をはじめよう
- 13:49 - 生CM
- 13:51 - メッセージ
- 13:53 - 
  - （火）インフォメーションしずおか
  - （水）なるほど！過払い金法律相談
  - （木）Dr.寺田のこころからだクリニック
- 14:00 - K-mix Traffic & Weather Information
- 14:03 - K-mix HEADLINE NEWS
- 14:08 - 曲、メッセージ
- 14:19 - じじばばにおはなをおくろう組合
孫から祖父母へのメッセージを募集、1組に花のプレゼント。
- 14:24 - 曲
- 14:26 - 生CM
- 14:30 - 
  - （月）もえが洋楽の歌詞を紹介しますよ！略して”もえかす～”
  - （火）パパママ集合!?こそだてお疲れ組合
  - （水）世界ともだち紀行
  - （木）ひる協 静岡ナイス計画
- 14:42 - 曲、メッセージ
- 14:51 - エンディング
日替わりプレゼントの当選者発表。メッセージ紹介。

## コラボレーション
ちゅうシリーズ（2013年度）
サークルKサンクスとの協業として、6商品を番組がプロデュース。テーマ曲は夕暮レトロニカ「ちゅうのテーマ」。
- みかんのお水ちゅう - パーソナリティ両名がパッケージのイラストを担当[5]。
- カレーパン"ちゅう"辛
- ばくだんdeちゅう
- みかんのミルクプリンちゅう
- もっちみかんパン
- みかんのちゅう'sケーキ